# Lorgues
Lorgues (provenzalisch Lorgué) ist eine französische Gemeinde mit 9803 Einwohnern (Stand 1. Januar 2022) im Département Var in der Region Provence-Alpes-Côte d’Azur. Sie gehört zum Arrondissement Draguignan und ist Mitglied im Gemeindeverband Dracénie Provence Verdon Agglomération. Die Bewohner werden Lorguais und Lorguaises genannt.

## Geographie
Lorgues liegt in der Provence, etwa zehn Kilometer südwestlich von Draguignan in hügeliger Gegend, umgeben von Weinbergen und Olivenbäumen, im Zentrum des Var zwischen dem Mittelmeer und den Gorges du Verdon. Die Täler des Argens und der Florièye bilden die natürlichen Grenzen der Gemeinde.
Umgeben wird Lorgues von den sieben Nachbargemeinden:
|                      | Flayosc                                     | Draguignan |
| Saint-Antonin-du-Var | Kompassrose, die auf Nachbargemeinden zeigt | Taradeau   |
| Le Thoronet          | Le Cannet-des-Maures                        | Vidauban   |

## Geschichte
Im Jahr 986 wurde die im Mittelalter bedeutende Stadt Lonicus genannt, später de Loneges. Die Mönche der Abtei Le Thoronet und die Johanniter besaßen zahlreiche Güter in der Gemeinde. Ludwig II. von Anjou verlieh dem Ort die kommunalen Freiheitsrechte.

## Bevölkerungsentwicklung
| Lorgues: Einwohnerzahlen von 1793 bis 2016                                                                                 | Lorgues: Einwohnerzahlen von 1793 bis 2016 | Lorgues: Einwohnerzahlen von 1793 bis 2016 | Lorgues: Einwohnerzahlen von 1793 bis 2016 | Lorgues: Einwohnerzahlen von 1793 bis 2016 |
| --- | ------------------------------------------ | ------------------------------------------ | ------------------------------------------ | ------------------------------------------ |
| Jahr |                                            |                                            |                                            | Einwohner                                  |
| 1793 | 1793                                       |                                            | 5.509                                      | 5.509                                      |
| 1800 | 1800                                       |                                            | 4.923                                      | 4.923                                      |
| 1806 | 1806                                       |                                            | 5.015                                      | 5.015                                      |
| 1821 | 1821                                       |                                            | 5.418                                      | 5.418                                      |
| 1831 | 1831                                       |                                            | 5.444                                      | 5.444                                      |
| 1836 | 1836                                       |                                            | 5.028                                      | 5.028                                      |
| 1841 | 1841                                       |                                            | 4.196                                      | 4.196                                      |
| 1846 | 1846                                       |                                            | 4.603                                      | 4.603                                      |
| 1851 | 1851                                       |                                            | 4.705                                      | 4.705                                      |
| 1856 | 1856                                       |                                            | 4.434                                      | 4.434                                      |
| 1861 | 1861                                       |                                            | 4.634                                      | 4.634                                      |
| 1866 | 1866                                       |                                            | 4.729                                      | 4.729                                      |
| 1872 | 1872                                       |                                            | 4.436                                      | 4.436                                      |
| 1876 | 1876                                       |                                            | 4.210                                      | 4.210                                      |
| 1881 | 1881                                       |                                            | 4.269                                      | 4.269                                      |
| 1886 | 1886                                       |                                            | 3.762                                      | 3.762                                      |
| 1891 | 1891                                       |                                            | 3.494                                      | 3.494                                      |
| 1896 | 1896                                       |                                            | 3.196                                      | 3.196                                      |
| 1901 | 1901                                       |                                            | 3.197                                      | 3.197                                      |
| 1906 | 1906                                       |                                            | 3.141                                      | 3.141                                      |
| 1911 | 1911                                       |                                            | 3.062                                      | 3.062                                      |
| 1921 | 1921                                       |                                            | 2.517                                      | 2.517                                      |
| 1926 | 1926                                       |                                            | 2.685                                      | 2.685                                      |
| 1931 | 1931                                       |                                            | 2.707                                      | 2.707                                      |
| 1936 | 1936                                       |                                            | 2.679                                      | 2.679                                      |
| 1946 | 1946                                       |                                            | 2.613                                      | 2.613                                      |
| 1954 | 1954                                       |                                            | 2.817                                      | 2.817                                      |
| 1962 | 1962                                       |                                            | 2.865                                      | 2.865                                      |
| 1968 | 1968                                       |                                            | 3.401                                      | 3.401                                      |
| 1975 | 1975                                       |                                            | 4.173                                      | 4.173                                      |
| 1982 | 1982                                       |                                            | 5.196                                      | 5.196                                      |
| 1990 | 1990                                       |                                            | 6.340                                      | 6.340                                      |
| 1999 | 1999                                       |                                            | 7.319                                      | 7.319                                      |
| 2006 | 2006                                       |                                            | 8.550                                      | 8.550                                      |
| 2011 | 2011                                       |                                            | 9.004                                      | 9.004                                      |
| 2016 | 2016                                       |                                            | 8.968                                      | 8.968                                      |
| Quelle(n): EHESS/Cassini bis 1999, INSEE ab 2006 Anmerkung(en): Ab 1962 offizielle Zahlen ohne Einwohner mit Zweitwohnsitz |                                            |                                            |                                            |                                            |

## Sehenswürdigkeiten
- Die Pfarrkirche und ehemalige Stiftskirche Saint-Martin überrascht durch ihre Ausmaße. Sie ist eine der größten des Departements. Die Kirche wurde im 18. Jahrhundert im neoklassischen Stil erbaut. Der Kirchturm mit quadratischem Grundriss stammt aus dem 11. und 13. Jahrhundert. Im Inneren der dreischiffigen Kirche befindet sich unter anderem ein bemerkenswerter Hauptaltar, der an seinen Ecken mit Mädchen- und Engelsköpfen geschmückt ist, sowie eine Madonna des Bildhauers Pierre Puget. Die Kirche ist seit 1997 als Monument historique klassifiziert.
- Dolmen und ligurische Oppida zeugen von der prähistorischen Besiedlung der Region. Die Dolmen Roque d’Aille und Dolmen von Peycervier liegen westlich des Dorfes.
- Der ehemalige Konvent der Ursulinen datiert aus dem 16. und 17. Jahrhundert. Die beiden Tore sind seit 1948 als Monument historique eingeschrieben.
- Das Pfarrhaus stammt aus dem 18. Jahrhundert. Sein Eingangsportal ist seit 1949 als Monument historique eingeschrieben.
- Die Befestigungsanlage von Lorgues wurde vermutlich im 14. Jahrhundert auf der Trasse älterer Befestigungsanlagen neu errichtet. Bereits 1569 wurden Häuser an die Ringmauern angebaut. Die Türme wurden im 17. Jahrhundert umgebaut. Einer diente als Gefängnis, ein anderer diente zwischen 1615 und 1623 zur Installation des Glockenturms. Die Gräben wurden in den 1610er Jahren zugeschüttet.
- Die maurischen Badeanlagen aus dem achten und neunten Jahrhundert sind seit 1949 als Monument historique eingeschrieben.
- Die Ruinen der Burg in Saint-Ferréol datieren aus dem 11. Jahrhundert. Die einzige Urkunde, in der das „castrum quod nominant Calemarzo“ erwähnt wird, ist nicht datiert, lässt sich aber auf das 11. Jahrhundert schließen. Die Villa von Lorgues, die damals von ihr abhängig war, wird 1197–1198 als „Castellum“ beschrieben, was wahrscheinlich auf die Aufgabe der befestigten Stätte von Calamars hinweist, deren Name in einem kleinen Tal südwestlich der Höhe erhalten geblieben ist.
- Die Kapelle Notre-Dame de Belval ist seit 1929 als Monument historique klassifiziert.
- Die Ruine der Kapelle Notre-Dame de Florieye datiert auf das 13. Jahrhundert.
- Der Brunnen an der Place des Ormes ist seit 1926 als Monument historique eingeschrieben.

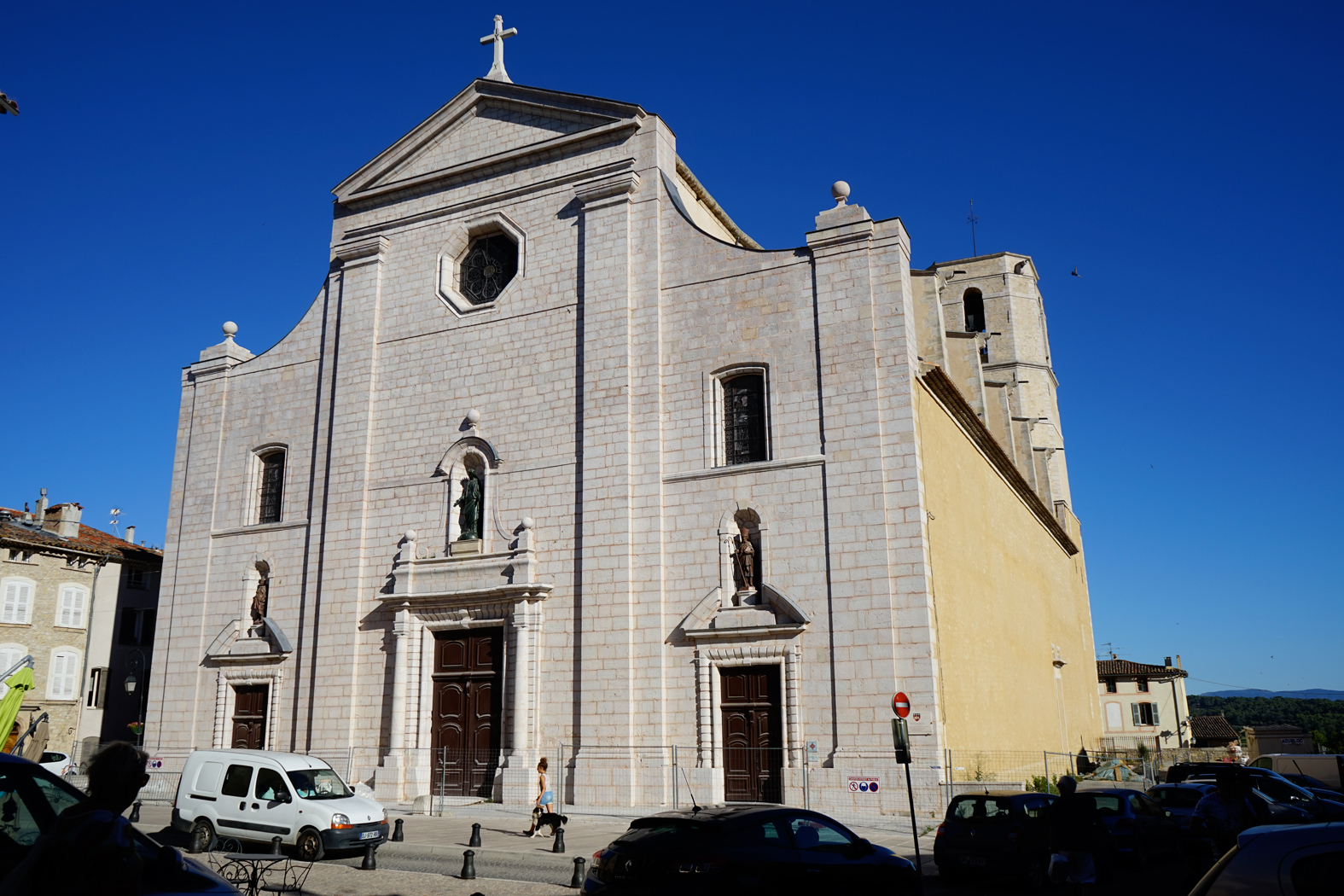
Stiftskirche Saint-Martin
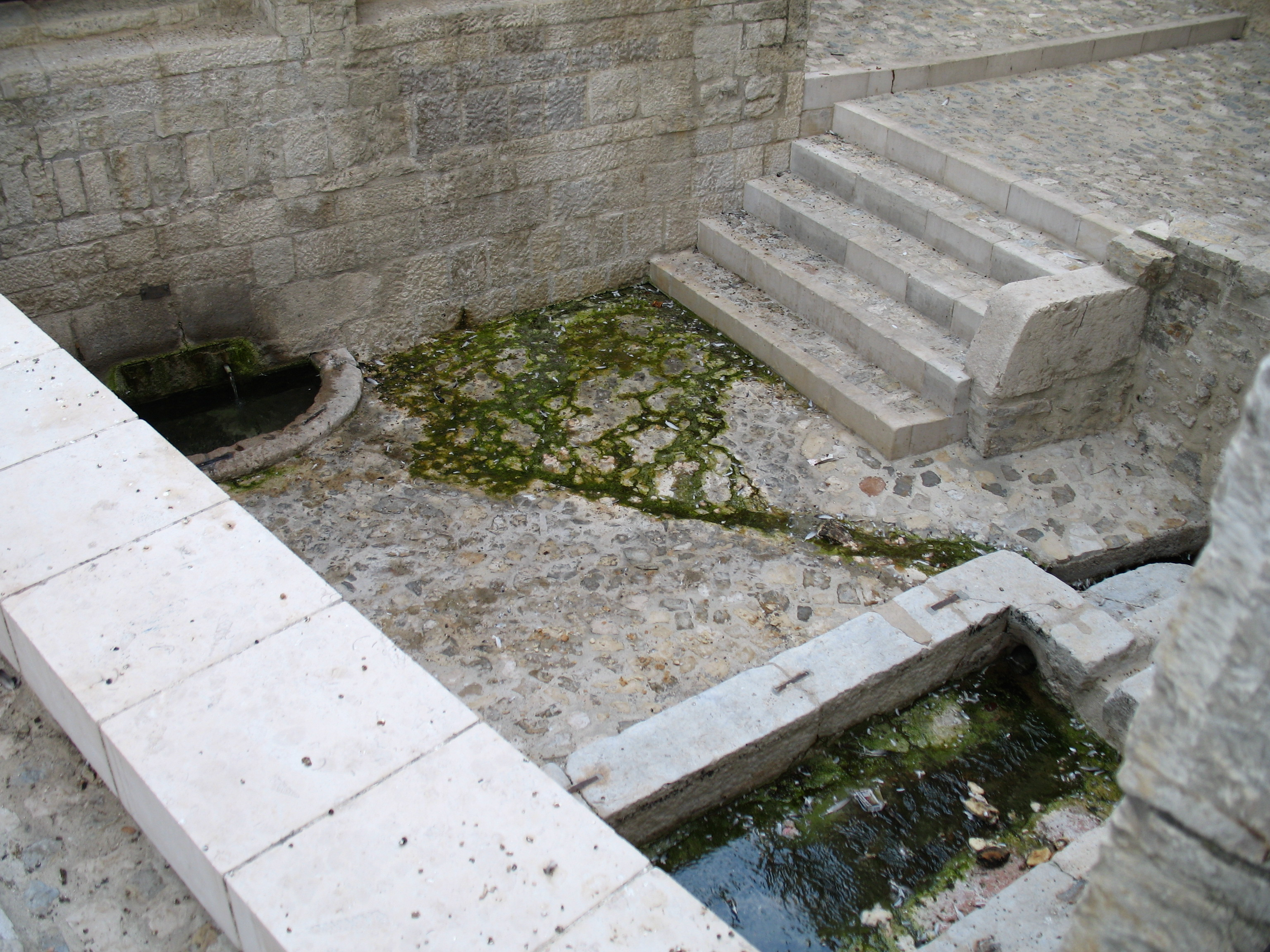
Maurische Badeanlage
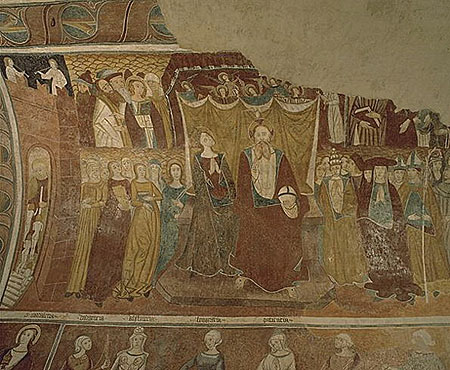
Wandmalerei in der Kapelle Notre-Dame de Belval
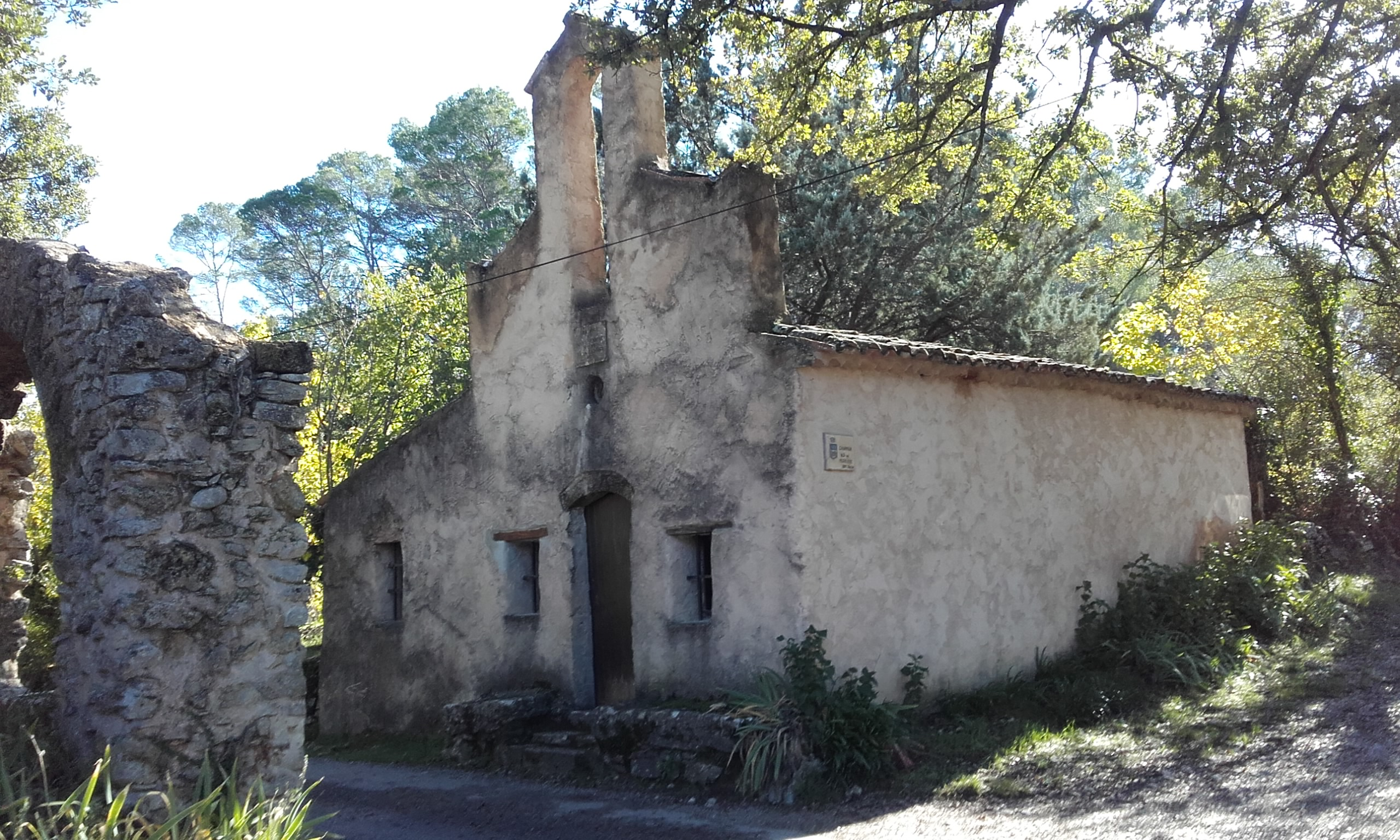
Ruine der Kapelle Notre-Dame de Florieye
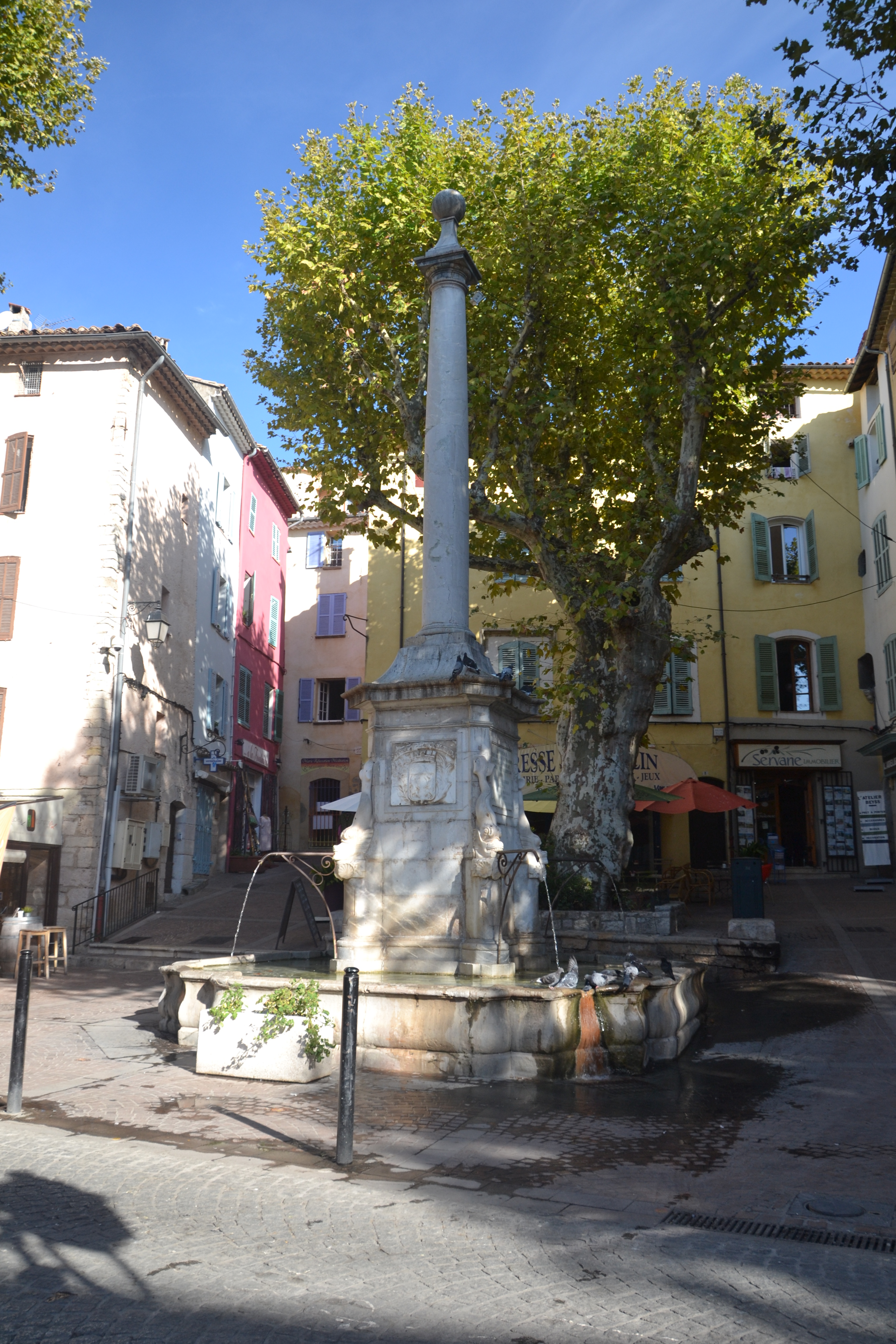
Brunnen an der Place des Ormes

## Persönlichkeiten
- Die provenzalischen Schriftsteller Casimir Dauphin (1820–1888) und Marius Trussy (* 1797) wurden in Lorgues geboren.
- Grégoire Mourre (1762–1832) stammte aus Lorgues. Er war ein hoher französischer Beamter in der Zeit von Revolution, erstem Kaiserreich und Restauration.
- François-Joseph-Edwin Bonnefoy (1836–1920), Bischof von La Rochelle und Erzbischof Aix, wurde in Lorgues geboren.